# Buddleja multiceps
Buddleja multiceps là một loài thực vật có hoa trong họ Huyền sâm. Loài này được Kraenzl. mô tả khoa học đầu tiên năm 1913.